# 橫溪 (大字)
橫溪，是臺灣新北市三峽區的一個地名，位於該區北部，範圍大致包括竹崙里西北端、溪東里、溪北里南半部、溪南里不含東南端及西部中段偏南、介壽里東南角及東部中北段。橫溪地區全境位於大漢溪二級支流橫溪下游地區。

## 歷史
台灣清治末期，橫溪地區為一街庄，稱為「橫溪庄」，隸屬於海山堡。該庄北與麥仔園庄、挖仔庄、媽祖田庄為鄰，東與成福庄為鄰，南邊為蕃地，西南邊為礁溪庄，西北邊為劉厝埔庄。
1901年（日治明治三十四年）11月，該庄隸屬於桃園廳，編入第十八區。1905年（明治三十八年）7月，第十八區改稱「成福區」。1920年（大正九年），該庄改制為「橫溪」大字，隸屬於臺北州海山郡三峽街，大字下有「溪北」、「溪南」、「頂寮」、「坪林」字名。
戰後三峽街改制為三峽鎮，隸屬於臺北縣，大字亦改制為里。2010年12月，臺北縣升格為新北市，三峽鎮改制為三峽區。

## 交通
省道台3線經過橫溪地區西北部，往西南可前往三峽市區、大溪、龍潭、關西等地；往東北可前往、土城、板橋、臺北等地。
市道110號是連絡大園、新店的道路，大致以橫向經過成福地區。由該道路往西可前往三峽市區、鶯歌、八德、桃園、大園等地，往東可前往新店。

## 學校
- 辭修高中
- 成福國小